# Agricultura en México

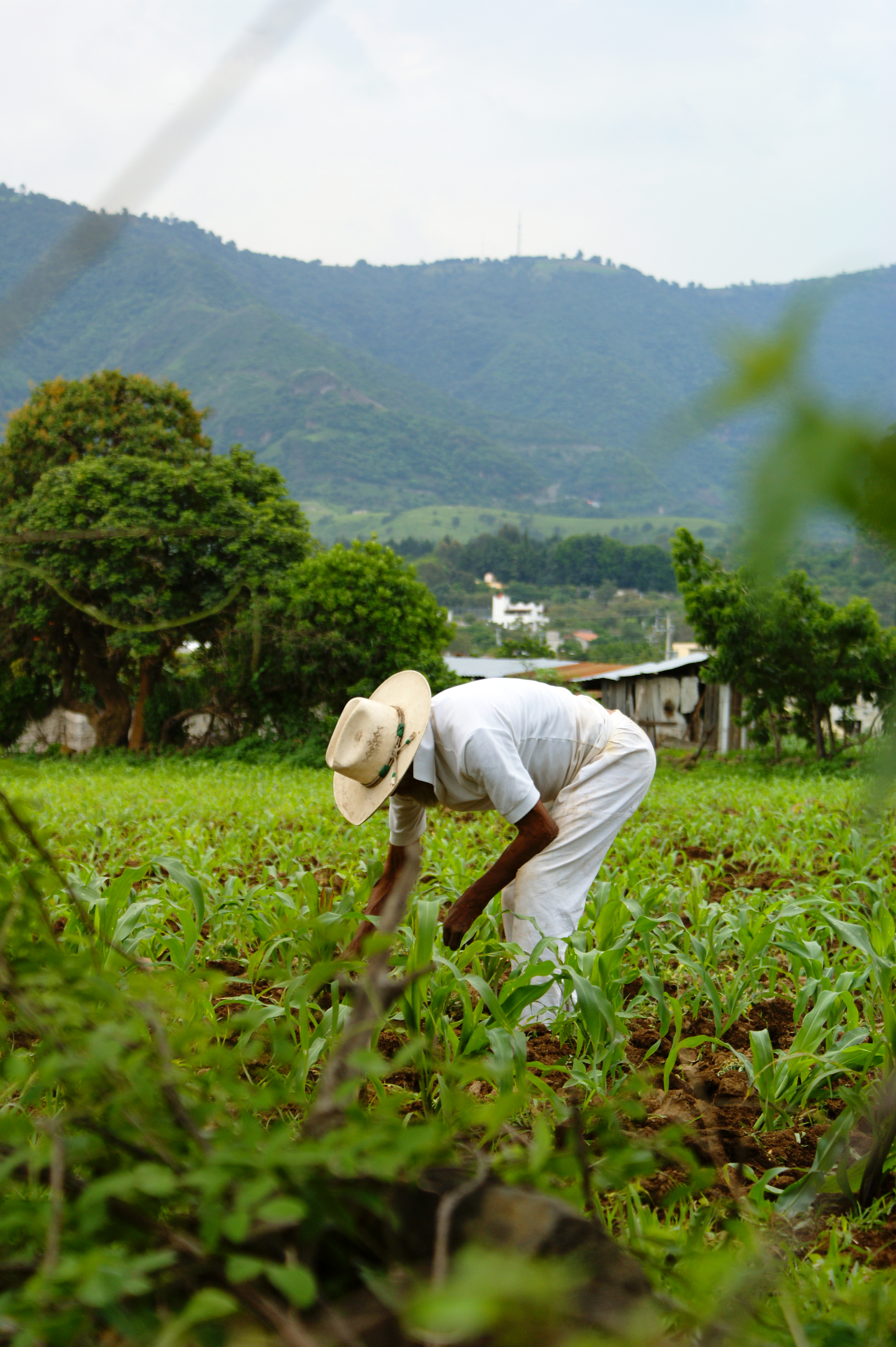
Maizal en el Estado de México. El maíz (Zea mays) es el vegetal más cultivado en el país

La agricultura en México es un sector importante de la economía del país tanto histórica como políticamente, a pesar de que ahora represente tan sólo un pequeño porcentaje de PIB de México (3,6 % en 2015).
La diversidad de tipos de suelo, climas y ecosistemas a lo largo y ancho del territorio nacional representa una amplia baraja de opciones para la producción agrícola, lo que hace de México un país en donde existen condiciones idóneas para cultivar una gran variedad de productos de todo tipo.[cita requerida]
Sin embargo, existen cultivos que, por su nivel de producción y el valor monetario que generan sus cosechas, se ubican en la lista de los diez principales productos de la actividad agrícola a nivel nacional.[cita requerida]
Ya sea para consumo interno o para su exportación a diferentes partes del mundo, los productos mexicanos gozan de gran demanda por su calidad.
México es una de las cunas de la agricultura mesoamericana donde se domesticaron plantas como el maíz, los frijoles, los chiles, los tomates, las calabazas, los aguacates, el cacao, varias clases de especias y muchas más plantas. Desde la segunda mitad del siglo XX, el Tratado de Libre Comercio y las políticas económicas del país han favorecido de nuevo a las grandes empresas agrícolas comerciales, muchas veces en detrimento de los pequeños productores locales.
Los principales cultivos de México son granos como el maíz y el trigo, y frutas tropicales como la naranja y el plátano. Las exportaciones agrícolas más importantes son frutas tropicales como la sandía y verduras como el tomate. El 60% de las exportaciones legales van a los Estados Unidos.

## Producción
En 2018, México produjo 56.8 millones de toneladas de caña de azúcar (sexto productor mundial), 27.1 millones de toneladas de maíz (octavo productor mundial), 4.7 millones de toneladas de naranja (cuarto productor más grande del mundo), 4.5 millones de toneladas de tomate (noveno productor más grande del mundo), 4.5 millones de toneladas de sorgo (sexto productor más grande del mundo), 3,3 millones de toneladas de ají (segundo mayor productor del mundo), 2,5 millones de toneladas de limón (segundo mayor productor del mundo), 2,2 millones de toneladas de mango (quinto mayor productor en el mundo), 2,1 millones de toneladas de aguacate (mayor productor del mundo), 1,15 millones de toneladas de coco (sexto productor mundial) y 1 millón de toneladas de papaya ( 3er productor más grande del mundo). Además de estos, México también produjo en 2018: 2.9 millones de toneladas de trigo, 2.3 millones de toneladas de plátano, 1.8 millones de toneladas de patata, 1.5 millones de toneladas de cebolla , 1,4 millones de toneladas de sandía, 1,2 millones de toneladas de frijoles, 1 millón de toneladas de piña, 1 millón de toneladas de cebada, 1 millón de toneladas de pepino, 983 mil toneladas de aceite de palma, además de menores rendimientos de otros productos agrícolas.

## Historia de la agricultura en México

### Periodo mesoamericano

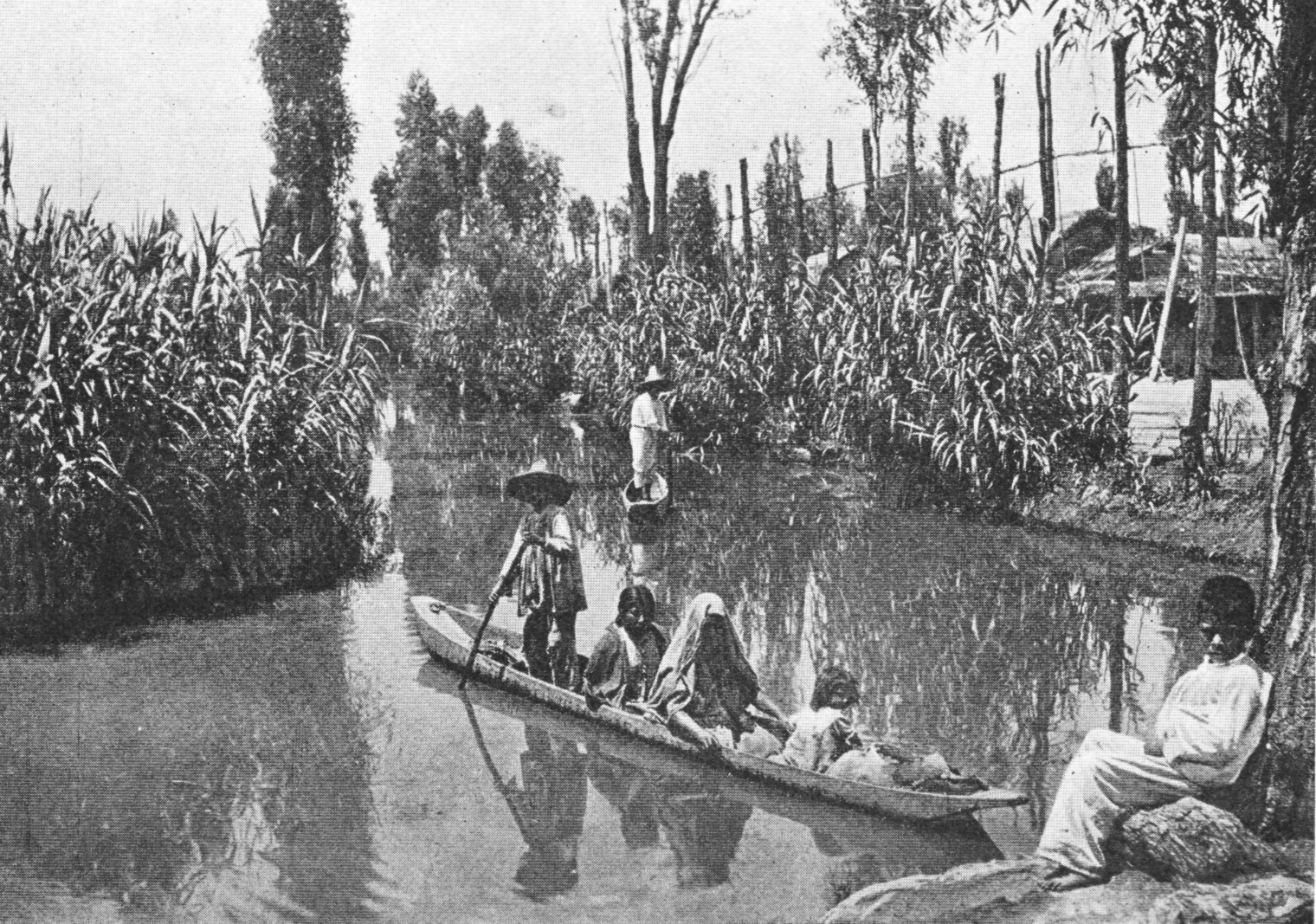
Chinampas y canales, 1912.

Mesoamérica es reconocido como una de las cunas de la domesticación de plantas La investigación arqueológica en la costa del Golfo de Tabasco muestra evidencias muy tempranas del cultivo de maíz en México. Los primeros campos cultivados se establecieron a lo largo del delta del río Grijalva. Se conoce, gracias al polen fosilizado que hubo talas de bosques alrededor de año 5100 a. C. Las actividades humanas han influido sobre los paisajes de la península de Yucatán desde hace más de 4000 años. Varios estudios paleoecológicos muestran actividades  agrícolas, el registro polínico más antiguo de maíz (Zea mays L.) proviene del norte de Belice, con una edad aproximada de 3300 a. C. La domesticación del maíz es seguida por la de las semillas de girasol y la del algodón.
La agricultura era la base de las grandes civilizaciones mesoamericanas como la de los olmecas, los mayas y los aztecas cuyos cultivos principales fueron maíz, frijol, calabaza, chiles y tomates, La tradición de sembrar maíz, frijoles y calabaza juntos permitía que los frijoles reemplazaran el nitrógeno que el maíz agotaba del suelo. A veces se hace referencia a estos tres cultivos conjuntos de plantas como Las tres hermanas.
La erosión del suelo debida a la producción del maíz ha sido un problema desde el periodo mesoamericano. Ésta y otros tipos de degradación del medio ambiente se han citado como la causa del colapso de la civilización de Teotihuacán. Para crear nuevas áreas para el cultivo, los mesoamericanos almacenaron el agua de lluvia y desarrollaron sistemas de riego a las orillas de los lagos. También crearon nuevos campos de siembra en forma de terrazas o bien, islas flotantes artificiales llamadas chinampas en aguas poco profundas.

### Periodo colonial
La minería de la plata atrajo a muchos españoles a México. La plata fue el principal producto de exportación de Nueva España, aunque la agricultura siguió siendo extremadamente importante. Hubo muchos más trabajadores en la agricultura que en la minería, no solo para la propia subsistencia sino también con fines comerciales para suplir a las ciudades españolas con alimentos. En la época inicial del periodo de la Conquista, los españoles dependían del tributo que recibían de la cosecha de los indígenas en el centro del país, todo esto de acuerdo a los arreglos existentes en la época. Algunos españoles se beneficiaron tanto del tributo como del trabajo de los indígenas mediante el sistema de la encomienda.

### Del Siglo XIX a la actualidad

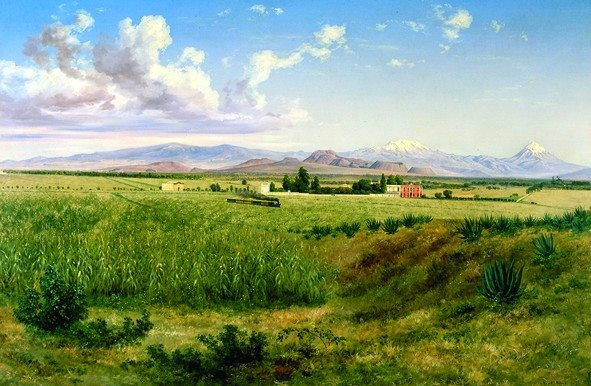
Hacienda de San Antonio Coapa por José María Velasco Gómez (1840-1912).

El sistema colonial de distribución de la tierra no cambió después de la independencia de México. Los trabajadores agrícolas rurales trabajaban como peones en las haciendas y no tenían casi tierra. Durante los esfuerzos de modernización hechos por el régimen de Porfirio Díaz, se alentó a las grandes haciendas para que dedicaran sus cultivos a la exportación comercial, especialmente la producción de henequén y caucho. Este  fomento incluyó la construcción de ferrocarriles para llevar los productos al mercado y para atraer la inversión de capitales extranjeros. Si bien estas políticas dieron buen resultado en el crecimiento de la economía, solo benefició a la élite, empeorando la vida del trabajador rural común.
Como resultado de estas políticas surgió la Revolución Mexicana de 1910 a 1920. Que a su vez resultó en la división de la gran mayoría de las grandes propiedades privadas que serían redistribuidas, en especial bajo un sistema de tenencia común de la tierra llamado ejido. Las tierras ejidales podían ser trabajadas de forma individual o colectiva por sus miembros, pero la tierra no podía ser arrendada o vendida. El proceso de división de tierras y el desarrollo de las organizaciones ejidales continuó en 1930 bajo el presidente Lázaro Cárdenas. Las haciendas desaparecieron casi en su totalidad en el centro y el sur de México y a finales de 1930 se convirtieron en numerosos cultivos pequeños de diez a veinte acres. De esta manera, los ejidos junto con los cultivos pequeños se convirtieron en el sistema dominante.
La reforma agraria en México fue un gran logro de la Revolución Mexicana y se repartió tierra a los campesinos que estaban concentrados en el centro y sur de México. El fin de las haciendas resolvió un problema político en México, ya que era una de las demandas de los campesinos que lucharon y que se realizó. Por los años 30 y 40, la producción agrícola fue cayendo y el gobierno buscó soluciones técnicas. En la década de los 40, durante la presidencia de Manuel Ávila Camacho, el gobierno mexicano se asoció con el gobierno de los Estados Unidos y la Fundación Rockefeller para poner en marcha la llamada Revolución Verde (1950-1970). En centros de investigación se desarrollaron nuevas variedades de trigo, maíz y otros granos dando por resultado variedades de granos con rasgos más deseables, tales como resistencia a las enfermedades y un mayor contenido en proteínas. Durante la época de la revolución verde el sorgo, un nuevo cultivo, fue introducido en México y utilizado como forraje para animales. En esta era se expandió en México la producción de ganado alimentado con sorgo.
El sistema de ejidos permaneció intacto hasta 1990. Sin embargo, durante la Segunda Guerra Mundial, la industria se convirtió en el sector más importante de la economía. La población rural de México comenzó a disminuir a mediados del siglo de un 49.3 % en 1960 a un 25.4 % para 2000. Las políticas federales afuera de los ejidos, incluyendo las políticas proteccionistas y el ofrecimiento de crédito, favorecieron a los grandes productores agrícolas a costa de la producción campesina rural,. Una de estas políticas fue la construcción de grandes sistemas de riego, especialmente en el norte del país.
El primer gran proyecto de irrigación fue el Proyecto Laguna cerca de Torreón, seguido por el Proyecto Las Delicias, cerca de Chihuahua. Ambos proyectos tuvieron por objetivo la producción de algodón y trigo. Estos proyectos aumentaron la cantidad de tierra disponible para la agricultura de 3.7 millones de acres en 1950 a 8.64 millones de acres en 1965. Además, el gobierno mexicano alentó los cultivos del maíz y el frijol, restringiendo las importaciones de estos dos granos hasta 1990.
Por 1970 la producción agrícola fue incapaz de seguir el ritmo de crecimiento de la población local lo que llevó a la importación de productos de primera necesidad. El gobierno mexicano inició programas en la década de los 70 y 80 para fomentar la planificación familiar y el uso de anticonceptivos, con el fin de controlar el aumento de la población La población campesina aumentó un 59 % en el periodo entre 1940 y 1960.
El crecimiento del neoliberalismo y la negociación del TLC a principios de 1990 empujó a los agricultores a hacer más esfuerzos para comercializar sus cosechas. La constitución mexicana fue modificada en 1992 para permitir el arrendamiento y la venta de tierras ejidales, si la mayoría de los miembros del ejido votaban en favor. El objetivo de esta medida fue permitir a los diversos ejidos unirse entre ellos para formar granjas más grandes y eficientes financiadas por inversionistas privados. Pero esta medida dio por resultado que las tierras ejidales se convirtieron en propiedad privada.
Estos cambios tuvieron un efecto desigual en la agricultura mexicana. Hasta finales de 1990, México era un exportador neto de productos agrícolas, pero hoy es un importador neto, sobre todo de los Estados Unidos.
El ingreso agrícola mexicano se ha polarizado y se han creado por un lado grandes granjas comerciales que dominan el sector y por el otro, persiste la agricultura pequeña que es todavía la principal fuente de ingresos para muchos, especialmente para los pequeños agricultores del sur del país. Las granjas comerciales son capaces de aprovechar que las barreras comerciales se han reducido y que las exportaciones, especialmente a Estados Unidos, han aumentado. Los subsidios proporcionados en un pasado por el gobierno fueron reemplazados por un programa llamado Procampo que dio pagos directos en efectivo a los agricultores para que cultivaran maíz, frijol, trigo y otros granos. Esto permitió a los agricultores decidir personalmente qué cultivar.
A pesar de una mayor producción, la agricultura ha disminuido en el porcentaje del PIB de México desde 1990. La proporción del PIB que corresponde a la agricultura, la silvicultura y la pesca se redujo del 8 % del PIB de la nación en 1990 al 5.4 % del PIB de México en 2006, con una tasa de crecimiento de sólo un 1.6 %, muy por detrás de otros sectores de la economía. En 2010, la estructura del PIB y la de la fuerza del trabajo mostró que la agricultura, la silvicultura y la pesca combinadas fueron valoradas en un 3.8 % del valor total del PIB, dando empleo a 5 903 300 o el 12.5 % de la fuerza de trabajo.

## Agricultura moderna en México

### El comercio agrícola
Los productos agrícolas comerciales proceden en su mayoría de tres zonas del país: las zonas tropicales del Golfo de México y Chiapas, las tierras irrigadas del norte y noroeste, y la zona del Bajío, región del centro de México. A principios del siglo 21, los principales productos agrícolas de México incluyeron la carne de res, frutas, verduras, maíz, leche, carne de ave, cerdo y huevos. Todo esto representó alrededor del 80 % de la producción agrícola.
Los cultivos tropicales más rentables son el café y la caña. El café se exporta pero el cultivo de la caña de azúcar es para el consumo interno. Otros cultivos tropicales importantes son frutas como plátanos, piñas y mangos; así como el cacao y el arroz o bien, representa una potencia exportadora importante a nivel mundial tales como papa, cebolla, ajo, pepino, sandía, melón, entre otros. El criterio para seleccionar estos cultivos se basó en el impacto que tienen en el sector agroalimentario de tipo económico, social, nutricional, para consumo animal y para abastecer el consumo nacional y/o internacional.  Se cultiva todavía la vainilla que es originaria de México. El algodón es un cultivo importante en las zonas agrícolas de exportación del Soconusco en Chiapas y del norte de México.
A partir de principios del siglo 21, la fuerza de trabajo rural sigue siendo importante, pero se va reduciendo. Los métodos de cultivo tradicionales de pequeñas parcelas trabajadas por familias y comunidades pequeñas siguen dominando en muchas regiones, especialmente aquellas con grandes poblaciones indígenas tales como la meseta del Sur. En estas zonas, los principales cultivos son el maíz, el frijol y la calabaza, como en el periodo mesoamericano. Muchos campesinos todavía subsisten gracias a la agricultura de autoconsumo y ganan dinero mediante la venta de los excedentes de sus cultivos en los mercados locales, especialmente en el centro y en el sur de México.
La exportación de productos agrícolas a los Estados Unidos es particularmente importante, sobre todo desde la creación del TLC. Mientras que sólo el doce por ciento de las exportaciones agrícolas de Estados Unidos van a México, aproximadamente el 60 % de las exportaciones agrícolas de México van a los Estados Unidos. La creciente población de México ha convertido al país en un importador neto de granos. A causa del TLC, Estados Unidos obtiene ventajas frente a México en la producción de maíz, pero México se beneficia en relación con los Estados Unidos en la producción de hortalizas, frutas y bebidas. Entre los cultivos cuya exportación a Estados Unidos crece más rápido están las frutas y las verduras de invierno, así como los jugos de frutas y flores frescas. Dos productos importantes para la exportación a los Estados Unidos son el aguacate y el tomate. Estados Unidos prohibió la importación de aguacate por 80 años, por razones higiénicas. En el año 1997 se volvió a permitir la importación de aguacates de Michoacán a los Estados Unidos.. La mayoría de los tomates importados que se consumen en la actualidad en los Estados Unidos provienen de México.
Entre las empresas agroindustriales mexicanas importantes se incluye al Grupo Maseca, con oficinas centrales en Monterrey. Este grupo ha modernizado la producción de harina de maíz en México y es el mayor productor de harina de maíz en los Estados Unidos. La empresa Pulsar Internacional en Monterrery tiene a su vez una serie de empresas agroindustriales de alta tecnología incluyendo a Savia, que opera en 123 países. Un gran número de empresas agroindustriales estadounidenses invierten sumas considerables en México, incluyendo la empresa de la Sopa Campbell, la General Mills, la Ralston Purina y la Pilgrim's Pride. Esta última está en el segundo lugar entre los mayores productores de aves de corral en México.

### Geografía y tenencia de la tierra

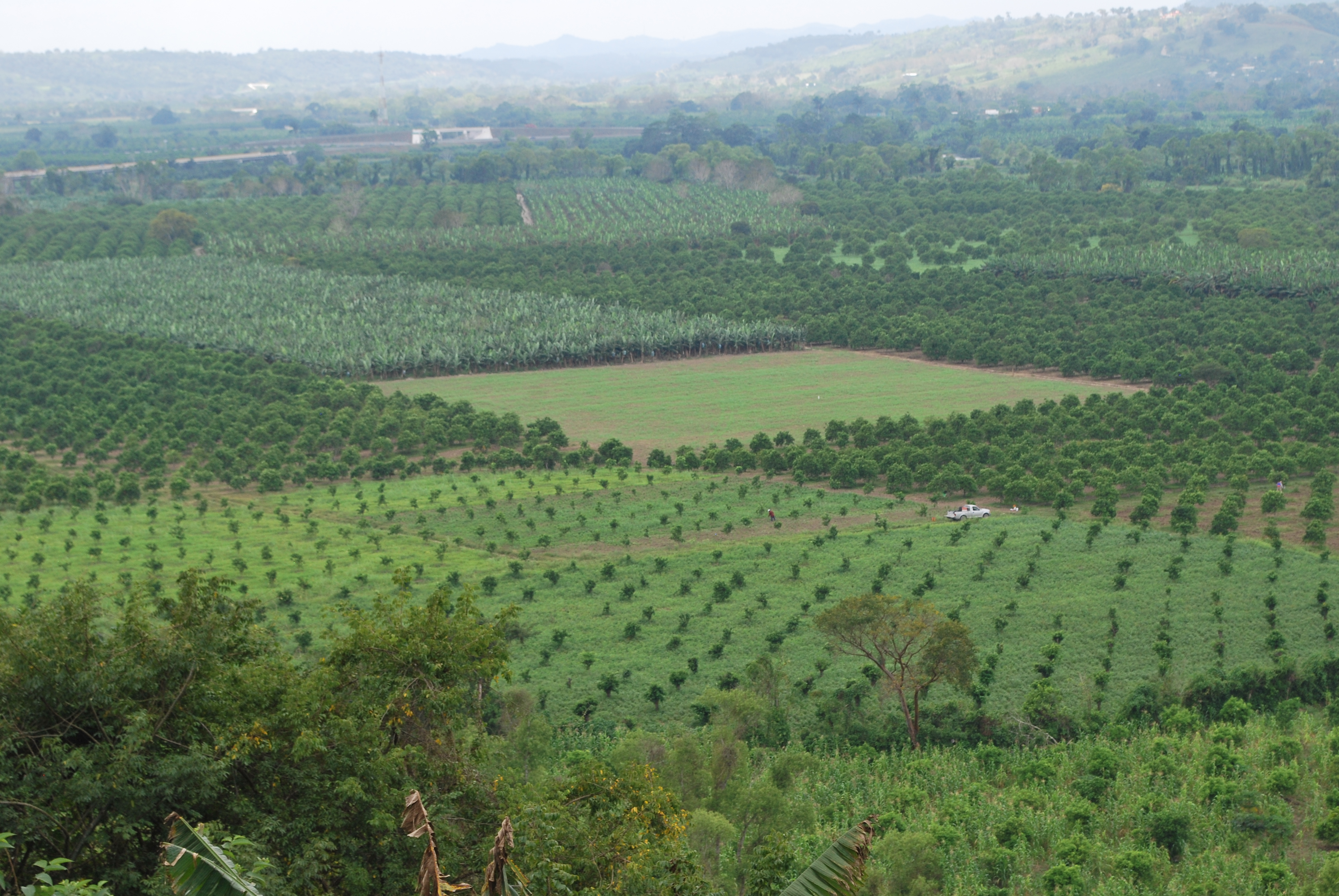
Campos en Cazones de Herrera, Veracruz.

México tiene un territorio de 198 millones de hectáreas de las cuales 15 % se dedican a cultivos agrícolas y 58 % se utilizan para la producción ganadera. Gran parte del país es o demasiado árido y/o demasiado montañoso para el cultivo o el pastoreo. Los bosques cubren 67 millones de hectáreas o el treinta y cuatro por ciento del país. El paisaje de México consta de dos grandes mesetas (Norte y Sur), las cadenas de montañas llamadas Sierra Madre Oriental y Sierra Madre Occidental y llanuras costeras estrechas. Hay una gran variedad de ecosistemas, la mayoría de ellos secos debido al hecho de que la mayoría del flujo húmedo que proviene del Golfo de México, es bloqueado por las cadenas de montañas de norte a sur, especialmente en el norte, donde el ecosistema es casi totalmente árido o semiárido. Las zonas húmedas del país son las de la costa del Golfo de México.
El clima y la topografía limita la producción agrícola a 20.6 millones de hectáreas, o el 10.5 % del territorio de la nación. Veinticinco por ciento de esta tierra tiene que ser irrigada. Alrededor de la mitad del territorio o 98 millones de hectáreas se utiliza para el pastoreo incluyendo las praderas naturales, diversos matorrales, bosques tropicales y bosques de coníferas y robles. Alrededor del 75 % de las tierras de pastoreo están en el norte de México.
El 65 % de los suelos en México son poco profundos y con bajo rendimiento para el cultivo de granos. Hay once tipos principales de suelo en México, determinados en su mayoría por sus características climáticas. Estos son el Noroeste, el Golfo de California, el Pacífico Central, el Norte, el Centro, el Noreste, el Golfo de México, el valle Balsas, Oaxaca, el Pacífico Sur, el Sudeste y Yucatán. Los suelos más fértiles cubren alrededor del 26 % del país y son muy explotados. La mayor variedad de suelos se encuentra en el centro y el Golfo de México cuyas áreas tienen mayor densidad de población. Se estima que más de una quinta parte del territorio podría adaptarse para ser sembrada.
Alrededor de una quinta parte de los campos de México son de regadío, lo que es crucial para la producción comercial en el norte y el noroeste de México que son áridos y donde el algodón es el cultivo de regadío más importante. Los acueductos subterráneos van secándose a tasas mayores de un metro por año en la mayoría de las regiones. Una de las razones de este problema es el cultivo de alfalfa.
La propiedad de la tierra agrícola en México es privada y de tenencia colectiva o ejidal. Los ejidos fueron creados en la primera mitad del siglo XX para dar derechos y acceso a la tierra a los campesinos mexicanos, pero estos derechos no incluían vender o arrendar la tierra. En 1992 se modificó la constitución de México para cambiar esta práctica. Sin embargo, las tierras comúnmente consideradas como ejidos se caracterizan por ser pequeñas parcelas trabajadas por familias, por no ser eficientes y por no poder calificarse para recibir préstamos.

### Cultivos
El cultivo de granos es el aspecto más importante de la agricultura en México y representa el 50 % de la producción agrícola. Los principales cultivos del país son el maíz, la caña, el sorgo, el trigo, los tomates, los plátanos, los chiles, las naranjas, los limones, las limas, los mangos y otras frutas tropicales, los frijoles, la cebada, los aguacates, el agave azul y el café. Los cultivos más importantes para el consumo interno del país son el trigo, los frijoles, el maíz y el sorgo. Los cultivos de exportación más importantes son el azúcar, el café, las frutas y verduras, la mayoría se exportan a los Estados Unidos. El cultivo de alimento animal más importante es la alfalfa, seguido del sorgo y del maíz.
El maíz es todavía el cultivo más importante en México, se cultiva en el 60 % de los sembradíos y contribuye a proporcionar a los seres humanos más del 9 % de la ingesta calórica y del 14 % de la ingesta de proteínas. Casi todo el maíz crece en el centro de México en la época de lluvias que va de junio a octubre. Mientras que México es autosuficiente en la producción de maíz para consumo humano, la mitad de las importaciones de granos de maíz a México son para la alimentación de animales.
Muchos de estos cultivos son importantes a nivel regional. El trigo es el cultivo más importante en el noroeste, convertido ahora en el centro de la producción de cereales de México. Otros cultivos importantes en el noroeste son las verduras de invierno como el tomate y la lechuga, así como las oleaginosas. La zona tradicional de producción de granos en México fue la región del Bajío. La zona todavía produce trigo, maíz, hortalizas, cacahuetes, fresas y frijoles, sobre todo en las pequeñas propiedades. Las uvas para vino se cultivan en áreas como Baja California, Coahuila y Querétaro. México produce dos productos agrícolas que no se producen generalmente en otros lugares: el henequén, que se utiliza para producir una fibra fuerte y el maguey. Los dos pertenecen a la familia de los agaves americanos. El maguey se utiliza para la fabricación del pulque y del mezcal. El Tequila es un tipo de mezcal hecho a partir del agave azul que se cultiva en una zona especial que queda, en su mayoría, en el estado de Jalisco.

### Ganadería
La ganadería representa el 30 % del resultado de la producción agrícola de México produce leche, carne de ave, huevos y carne de res. México no es autosuficiente en la producción de carne y pescado e importa de los Estados Unidos lo necesario para cubrir sus necesidades. El norte de México ha sido en general el área de la ganadería más importante del país desde la guerra mexicana de Independencia. Las grandes haciendas que son superiores a las 385 millas cuadradas fueron creadas en 1800 y muchas sobrevivieron las reformas que resultaron de la Revolución Mexicana. En el Norte del país los métodos de "espacios abiertos" están dando paso a sistemas de pastoreo rotacional, con algunas pasturas naturales mejoradas ya sea por los métodos de riego, por el de primera siembra o por el de la fertilización.
La ganadería ha sido dominada tradicionalmente por el ganado vacuno, que proporciona el 95 % del valor arrojado por los productos de ganadería. El treinta por ciento del ganado vacuno se cría en el norte, el 26 % se cría en el centro de México y el 44 % se cría en el sur. Las razas de ganado dominantes en el norte son las que se criaron a partir de razas europeas para la carne como hereford, angus y charollais. En el centro de México se crían predominantemente una raza local llamada criollo (descendientes de las traídas a América por españoles) y el cebú. El ganado lechero es una variedad del ganado holstein y criollo, el 42 % se cría en el norte, el 48 % en el centro de México y el 10 % en el sur. Desde la década de 1990, la crianza de ganado, especialmente para los productos lácteos, ha crecido, sobre todo en el centro y norte de México, desplazando a otros tipos de producción agrícola.
Las cabras están en segundo lugar en importancia después de las vacas. Se crían un 20 % en el norte, un 58 % en México Central y un 22 % en el sur del país. La mayoría de estas cabras son de raza criollo, descendientes de las que los españoles trajeron de Nubia, Alpino y Saanen cuando introdujeron estas razas en el país. El setenta y cinco por ciento de las cabras lecheras se crían en Coahuila, Durango y Guanajuato. Alrededor de dos tercios de la producción de carne viene de ocho estados de varias partes de México. Después de las cabras vienen las ovejas en importancia con un porcentaje de crianza del 16 % en el norte, del 60 % en el centro de México y del 24 % en el sur. Las razas criollo y rambouillet son las dominantes en el norte seguidas de la suffolk y hampshire que dominan desde su introducción en 1970 en el centro de México. Las razas del sur de México que se crían para las zonas tropicales son el pelibuey, negro-vientre y katahdin, y van aumentando en importancia.
Como el pasto natural no es suficiente para sostener la producción moderna de las granjas comerciales, el alimento para animales es producido como granos o con medidas para mejorar los pastos naturales. La producción en el primer caso ha aumentado desde 1990 y en el último caso ha aumentado más recientemente con el apoyo del Gobierno, especialmente en el centro y norte de México. En muchas áreas, las tierras utilizadas para la producción de forraje para los animales, como el sorgo, están sustituyendo a las utilizadas para el cultivo de maíz para el consumo humano.

## Lecturas recomendadas
- Bishko, Charles J. "Cattle Raising and the Peninsular Tradition, " Hispanic American Historical Review 32: 4(1952), 491-515.
- Borah, Woodrow. Silk Raising in Colonial Mexico. Berkeley: University of California Press 1943.
- Brading, D.A. Haciendas and Ranchos in the Mexican Bajío: Léon, 1700-1860. Cambridge: Cambridge University Press 1978.
- Cotter, Joseph. Troubled Harvest: Agronomy and Revolution in Mexico, 1880-2002. Contributions in Latin American Studies, Number 22, Westport CT: Praeger 2003.
- Crosby, Alfred W., Jr. The Columbian Exchange. Westport CT: Greenwood Press 1972.
- Denevan, William M. "The Pristine Myth: The Landscape of the Americas in 1492, " Annals of the Association of American Geographers 82 (1992), 369-85.
- Martin, Cheryl. Rural Society in Colonial Morelos. Albuquerque: University of New Mexico Press 1985.
- Melville, Elinor G.K. A Plague of Sheep: Environmental Consequences of the Conquest of Mexico. Cambridge: Cambridge University Press 1997.
- Sanderson, Steven E. The Transformation of Mexican Agriculture. Princeton: Princeton University Press 1986.
- Taylor, William B. Landlord and Peasant in Colonial Oaxaca. Stanford: Stanford University Press 1979.
- Van Young, Eric. Hacienda and Market in Eighteenth-Century Mexico: The Rural Economy of the Guadalajara Region, 1675-1820. Berkeley: University of California Press 1981.
- Wells, Allen. Yucatan's Gilded Age: Haciendas, Henequen, and International Harvester, 1860-1915. Albuquerque: University of New Mexico Press 1985.
- Wessman, James W. "The Agrarian Question in Mexico: A Review Essay. " Latin American Research Review 19 (1984).
- Wessman, James W. "Agribusiness and Agroindustry, " Encyclopedia of Mexico, vol. 1, pp. 26-32. Chicago: Fitzroy and Dearborn 1997.